# 1960年のNFL
1960年のNFLは1960年9月23日に開幕したNFL41回目のレギュラーシーズンである。このシーズンの開幕前、23回の投票の末、ピート・ロゼールがコミッショナーに選ばれた。リーグ13番目のチームとして、ダラス・カウボーイズが加盟し、カージナルスがイリノイ州シカゴからミズーリ州セントルイスに移転し、セントルイス・カージナルスに名称を変更した。
シーズンは、NFLチャンピオンシップでフィラデルフィア・イーグルスがグリーンベイ・パッカーズを破り、フィラデルフィア・イーグルスがチャンピオンに輝いた。この試合は、グリーンベイ・パッカーズのヘッドコーチのヴィンス・ロンバルディにとって、ポストシーズン唯一の敗北である（プレイオフボウルを除く）。この年の敗北の後、ロンバルディは5回NFLチャンピオンに輝き、第1回、第2回のスーパーボウルに勝利した。また、この年から3位決定戦となるプレイオフボウルが開催されることになった。
なお、この年にNFLの対抗リーグとしてAFLが設立された。AFLとは1966年からスーパーボウルを開催し、1970年シーズンから合併することになる。

## ドラフト
1959年11月30日にドラフトが行われ、20巡240名が指名された。全体1位で指名されたビリー・キャノンなど1巡指名された選手の半数など多くの選手が新設の対抗リーグであるAFLのチームと契約を結んだ。
ドラフト終了後の1960年1月、ダラス・カウボーイズが創設された。またシカゴ・カージナルスは1960年3月、フランチャイズを移転してセントルイス・カージナルスと改称した。
ドラフトに参加できなかったカウボーイズ向けに、1960年3月13日、エクスパンションドラフトが開催され、カウボーイズは他の12チームに所属していた36名の選手を獲得した。またこの年のドラフト3巡でシカゴ・ベアーズに指名されたドン・メレディスを将来のドラフト指名権とのトレードで獲得した。

## ルール変更
この年のルール変更は行われなかった。

## 日程
各チーム12試合の対戦相手は、以下のように組まれた。
| - カウボーイズ以外 - 同カンファレンス（10試合） - 他カンファレンス（1試合） - カウボーイズ戦(1試合) | - カウボーイズ - 全チーム総当り（12試合） |

## 順位表
| フィラデルフィア・イーグルス | 10 | 2 | 0 | .833 | 8–2   | 321 | 246 | 26.8 | 20.5 |
| クリーブランド・ブラウンズ   | 8  | 3 | 1 | .727 | 6-3-1 | 362 | 217 | 30.2 | 18.1 |
| ニューヨーク・ジャイアンツ   | 6  | 4 | 2 | .600 | 5-4-1 | 271 | 261 | 22.6 | 21.8 |
| セントルイス・カージナルス   | 6  | 5 | 1 | .545 | 4-5-1 | 288 | 230 | 24.0 | 19.2 |
| ピッツバーグ・スティーラーズ | 5  | 6 | 1 | .455 | 4-5-1 | 240 | 275 | 20.0 | 22.9 |
| ワシントン・レッドスキンズ   | 1  | 9 | 2 | .100 | 0-8-2 | 178 | 309 | 14.8 | 25.8 |

| グリーンベイ・パッカーズ | 8 | 4  | 0 | .667 | 7-4   | 332 | 209 | 27.7 | 17.4 |
| デトロイト・ライオンズ   | 7 | 5  | 1 | .583 | 7-4   | 239 | 212 | 18.4 | 16.3 |
| サンフランシスコ・49ers  | 7 | 5  | 1 | .583 | 7-4   | 208 | 205 | 16.0 | 15.8 |
| ボルチモア・コルツ       | 6 | 6  | 0 | .500 | 5-6   | 288 | 234 | 24.0 | 19.5 |
| シカゴ・ベアーズ         | 5 | 6  | 1 | .455 | 5-5-1 | 194 | 299 | 16.2 | 24.9 |
| ロサンゼルス・ラムズ     | 4 | 7  | 1 | .364 | 4-6-1 | 265 | 297 | 22.1 | 24.8 |
| ダラス・カウボーイズ     | 0 | 11 | 1 | .000 | 0-6   | 177 | 369 | 14.8 | 30.8 |